# 瑪格麗特山
78°12′S 162°55′E / 78.200°S 162.917°E
瑪格麗特山（Margaret Hill），是南極洲的山峰，位於維多利亞地的斯科特海岸，處於拉克山以東9公里，屬於拉克嶺的一部分，海拔高度1,874米，以地質學家命名，現時由南極條約體系管理。